# Daemonorops elongata
Daemonorops elongata är en enhjärtbladig växtart som beskrevs av Carl Ludwig von Blume. Daemonorops elongata ingår i släktet Daemonorops och familjen Arecaceae. Inga underarter finns listade i Catalogue of Life.